# Háztetőmoha
A Syntrichia ruralis (magyarul háztetőmoha) egy világszerte elterjedt lombosmoha faj. Legjellegzetesebb tulajdonsága a fogazott, áttetsző szőrszál a levelek csúcsán. Ez a moha egy xerophita faj, azaz nagyon jól tűri a kiszáradást és a magas hőmérsékletet. Találtak olyan herbáriumi példányt, ami 14 év kiszáradt állapotot is túlélt és életképes maradt.

## Előfordulás
A trópusi éghajlat kivételével minden éghajlati övezetben megtalálható ez a laza párnát, gyepet alkotó növény. Az alföldi régióktól kezdve a magasan fekvő szubalpin hegyvidéki régiókig előfordul. A természetes élőhelyeken leggyakrabban talajon és köveken található meg, ritkábban korhadékon és fakérgen, de mesterséges aljzatokon is előfordul: falakon, betonon, háztetőkön. Magyarországon mindenütt előforduló, gyakori faj.

## Jellemzése
A háztetőmoha akár 8 cm magasra is megnőhet, de az átlagos mérete körülbelül 2–4 cm. Laza gyepet, néha párnát alkotnak az acrocarp (csúcstermő) növények. A levelek szárazon a hajtáson üstökszerűen felfele állnak. Nedvesen ívesen visszahajlanak, a szártól erősen elállók. A száraz növények vízzel érintkezve pillanatok alatt felélednek. A levelek alakja hosszúkás, csúcsuk lekerekített vagy kissé kihegyesedő, ami áttetsző, fogazott, hosszú szőrszálban végződik. A levélszél majdnem a tetejéig enyhén begöngyölt. A levélsejtek a levél tövénél hosszúkás négyszögletesek és áttetszőek. A levél többi részén rövidebbek kerekdedek, a csúcs felé haladva inkább már hatszögletesek, erősen papillásak, klorofillban gazdagok. A spóratok enyhén ívelt, a perisztómium fogak kétszeresen balra csavarodottak. A toknyél vörös színű.

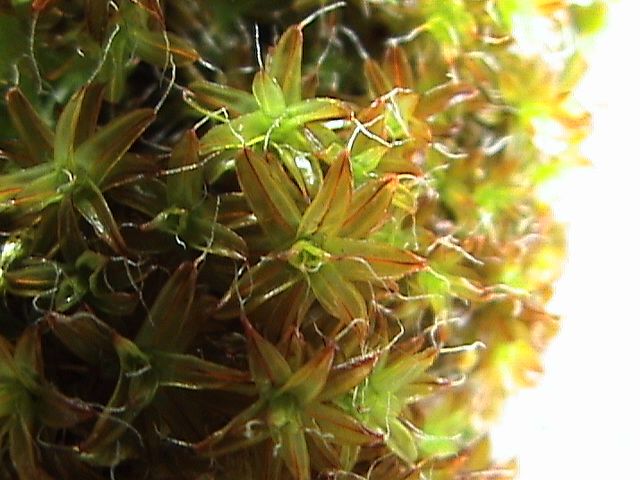
Közelről megnézve a leveleket jól látszanak a csúcsaikon az áttetsző szőrszálak
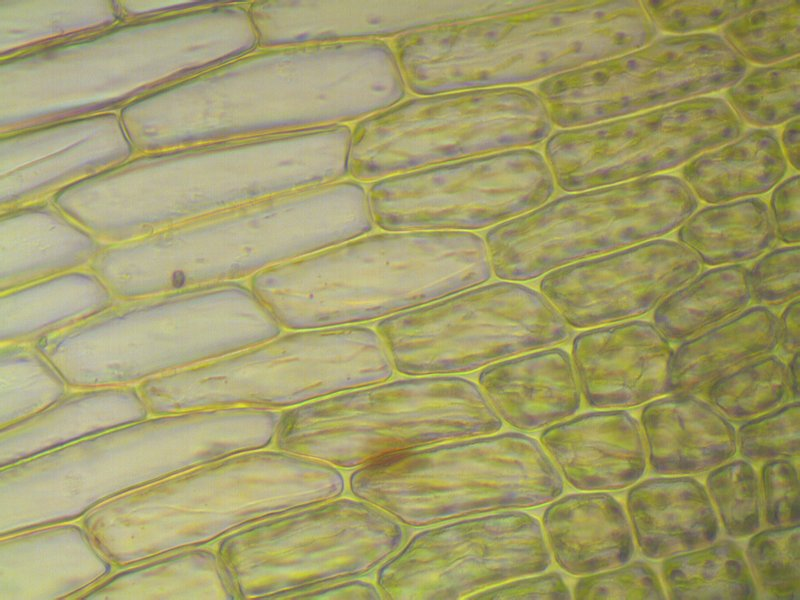
Téglalap alakú, áttetsző, fényes levélsejtek a levél tövénél

## Szinonimái
A háztetőmoha jelenlegi tudományos latin neve: Syntrichia ruralis (Hedw.) F. Weber & D. Mohr. A következő régi, szinonim tudományos nevei voltak:
- Tortula intermedia (Bridel) De Notaris
- Tortula ruralis (Hedw.) Gaertn et al.
- Barbula ruralis Hedw.
- Syntrichia ruraliformis (Besch.) Mans.

## Internetes hivatkozások
- BBS Field Guide - Syntrichia ruralis (Angol oldal)

- Swiss Bryophytes - Syntrichia ruralis (Svájci oldal)

- Bildatlas Moose - Syntrichia ruralis (Német oldal)

- https://web.archive.org/web/20160406225320/http://www.ijon.de/moose/geni/tortula.html

## Fordítás
Ez a szócikk részben vagy egészben  a   Dach-Drehzahnmoos című német Wikipédia-szócikk ezen változatának fordításán alapul.  Az eredeti cikk szerkesztőit annak laptörténete sorolja fel. Ez a jelzés csupán a megfogalmazás eredetét és a szerzői jogokat jelzi, nem szolgál a cikkben szereplő információk forrásmegjelöléseként.